# Terminál hromadné dopravy Jaroměř
Terminál hromadné dopravy Jaroměř (v jízdních řádech označený jako Jaroměř, Terminál HD) je autobusové stanoviště nacházející se v Jaroměři v okrese Náchod v Královéhradeckém kraji, v těsné blízkosti nádraží vlakového. Jeho výstavba byla dokončena, resp. předána 15. května 2020, důvodem k jeho výstavbě bylo nahrazení nevyhovujícího autobusového nádraží v ulici Na Valech, které bylo daleko od centra a nemělo čekárnu ani toalety.
Terminál disponuje 5 krytými autobusovými stáními + jedním rezervním stáním a elektronickou informační tabulí s příjezdy a odjezdy autobusů a vlaků ze sousední železniční stanice. Součástí terminálu je i veřejné parkoviště s kapacitou 90 míst, cyklověž na úschovu jízdních kol a krytý přechod do staniční budovy vlakového nádraží.